# Popillia runsorica
Popillia runsorica är en skalbaggsart som beskrevs av Gilbert John Arrow 1909. Popillia runsorica ingår i släktet Popillia och familjen Rutelidae. Inga underarter finns listade i Catalogue of Life.